# Torzyśniad kasztanówka
Torzyśniad kasztanówka (Zeuzera pyrina) – owad z rzędu motyli, z rodziny trociniarkowatych (Cossidae).

## Wygląd
Skrzydła mają rozpiętość od 4,5 do 7,5 cm. Przednie skrzydła są białe z licznymi małymi plamkami w kolorze czarnym. Tylne skrzydła są półprzezroczyste. Na białym tułowiu znajduje się sześć dużych czarnych plamek. Samice są większe od samców.

## Stadia rozwojowe
Rozwój gąsienicy trwa dwa lub trzy lata. Jest ona żółtobiała.

## Występowanie
Afryka, Ameryka Północna, Azja, Europa.